# Szirticápák
A szirticápák vagy korallcápák (Carcharhinus) a porcos halak (Chondrichthyes) osztályának kékcápaalakúak (Carcharhiniformes) rendjébe, ezen belül a kékcápafélék (Carcharhinidae) családjába tartozó nem.

## Előfordulásuk
A szirticápák főként a trópusi tengerekben fordulnak elő. Egyes fajok meleg, mérsékelt övi tengerekben is megtalálhatók. A cápákat világszerte veszélyezteti a sporthalászat és az a módszer, hogy a cápauszonyleveshez levágják az úszóikat. A megcsonkított cápákat visszadobják a tengerbe, ahol elpusztulnak.

## Megjelenésük
A szirticápák hossza fajtól függően 1,5-3,5 méter között van. Testük torpedó alakú. Az úszókon és a test hátsó részén hegek találhatók. Ezek a hímtől származnak, amely párzás közben harapdálja a nőstényt, hogy ne tudjon elúszni. A hímnél a hasi úszó párzószervvé (mixopterygium) alakult; ezzel juttatja a spermát a nőstény testébe. Az úszók végének színezete fajtól függően különböző.

## Életmódjuk
A szirticápák nappal is és éjjel is egyaránt vadásznak. Táplálékuk főként halak, rákok és tintahalak. A szirticápák nem állnak meg, mert lesüllyednek és elpusztulnak, ezért az áramlatokban pihennek.

## Szaporodásuk
Az ivarérettséget körülbelül 2 éves korban érik el. A párzási időszak nyáron van. E porcos halnem fajai elevenszülők, a kis cápák az anyjukban fejlődnek ki, amihez 8-12 hónap kell. Az utódok száma körülbelül 14 lehet, és születésükkor már úgy néznek ki, mint a szüleik.

## Rendszerezés
A nembe az alábbi 34-35 faj tartozik:
- feketeorrú cápa (Carcharhinus acronotus) (Poey, 1860)
- fehérfoltú szirticápa (Carcharhinus albimarginatus) (Rüppell, 1837)
- nagyorrú cápa (Carcharhinus altimus) (Springer, 1950)
- Carcharhinus amblyrhynchoides (Whitley, 1934)
- szürke szirtcápa (Carcharhinus amblyrhynchos) (Bleeker, 1856)
- Carcharhinus amboinensis (Müller & Henle, 1839)
- Carcharhinus borneensis (Bleeker, 1858)
- bronzcápa (Carcharhinus brachyurus) (Günther, 1870)
- fonócápa (Carcharhinus brevipinna) (Müller & Henle, 1839)
- Carcharhinus cautus (Whitley, 1945)
- Carcharhinus cerdale Gilbert, 1898
- Carcharhinus coatesi (Whitley, 1939)
- Carcharhinus dussumieri (Müller & Henle, 1839)
- selyemcápa (Carcharhinus falciformis) (Müller & Henle, 1839)
- Carcharhinus fitzroyensis (Whitley, 1943)
- galápagosi cápa (Carcharhinus galapagensis) (Snodgrass & Heller, 1905)
- Carcharhinus hemiodon (Müller & Henle, 1839)
- Carcharhinus humani White & Weigmann, 2014
- Carcharhinus isodon (Müller & Henle, 1839)
- Carcharhinus leiodon Garrick, 1985
- bikacápa (Carcharhinus leucas) (Müller & Henle, 1839)
- feketevégű cápa (Carcharhinus limbatus) (Müller & Henle, 1839)
- óceáni fehérfoltú cápa (Carcharhinus longimanus) (Poey, 1861)
- Carcharhinus macloti (Müller & Henle, 1839)
- Carcharhinus macrops Liu, 1983 - talán nem önálló faj; meglehet, hogy azonos vagy sötétcápával vagy a galápagosi cápával
- feketeúszójú szirticápa (Carcharhinus melanopterus) (Quoy & Gaimard, 1824) - típusfaj
- sötétcápa (Carcharhinus obscurus) (Lesueur, 1818)
- karibi szirticápa (Carcharhinus perezii) (Poey, 1876)
- homokpadi cápa (Carcharhinus plumbeus) (Nardo, 1827)
- Carcharhinus porosus (Ranzani, 1839)
- Carcharhinus sealei (Pietschmann, 1913)
- Carcharhinus signatus (Poey, 1868)
- foltosfarkú cápa (Carcharhinus sorrah) (Müller & Henle, 1839)
- Carcharhinus tilstoni (Whitley, 1950)
- Carcharhinus tjutjot (Bleeker, 1852)
- Carcharhinus osbsolerus